# Basområde
Basområde är en geografisk områdesindelning mellan stadsdelar och kvarter, bland annat i Stockholms län, Stockholms kommun och Göteborgs kommun. Stockholms kommun är (2006) indelad i 408 basområden. Benämningen är införd av Stockholms utrednings- och statistikkontor (USK) år 1990 som ersättning för den tidigare benämningen FoB-område. Basområdesindelningen används bland annat för befolkningsstatistik. Basområdena bildar en nivå i det hierarkiska områdesindelningssystemet.
Några basområden sammanfaller med stadsdelar (som 133 010 Lilla Essingen), men de flesta utgör delar av sådana. 

## Basområden i Göteborg
Göteborg delades i slutet av 1950-talet in i basområden, vilka användes för statistikändamål. Antalet basområden var 2015 omkring 900. Ett basområde består av flera intilliggande fastigheter och gränserna mellan basområdena utgörs av naturliga gränser, till exempel gator. Identiteten för basområdena utgörs av en femsiffrig kod, där de två sista siffrorna anger typ av område; 1–49 för bostadsområden och 51 och däröver för industri- och grönområden. Basområdena grupperas till primärområden.